# Муранка (Самарская область)

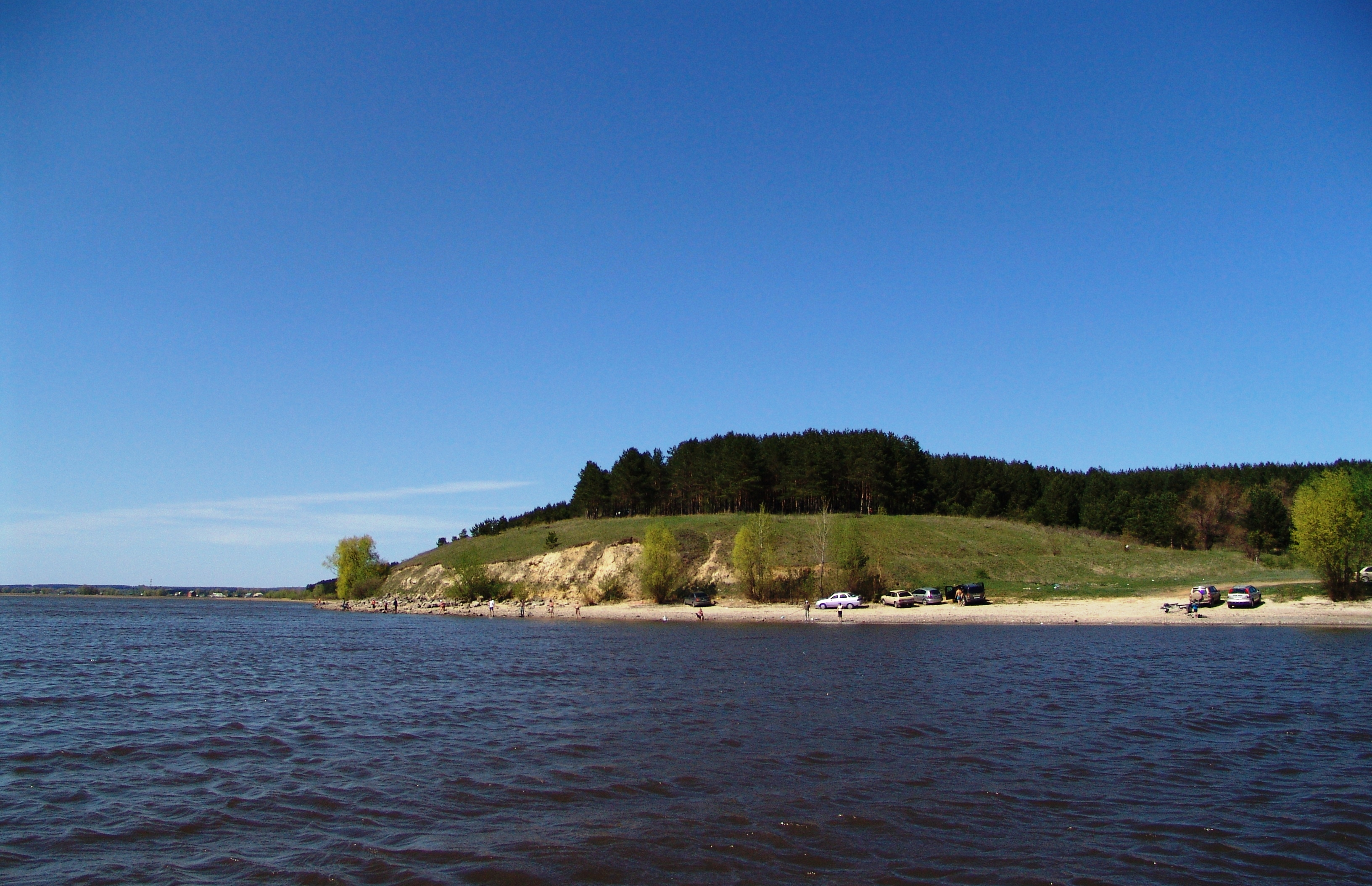
Муранский пляж на Усинском заливе

Муранка — село Шигонского района Самарской области, административный центр Сельского поселения Муранка.

## География
Село расположено на реке Муранка, впадающей в Усинский залив Куйбышевского водохранилища. Рядом с селом находится селище золотоордынского времени, на котором был собран большой комплект монет XIII—XIV веков..
Рядом с селом проходит автодорога Шигоны — Усолье — санаторий Волжский Утёс. Через село Муранка проходит автомобильная дорога, ведущая в Муранский бор и к многочисленным турбазам, расположенным на берегу Усинского залива

## Название (ойконим)
Муранка — речка, впадающая в Усинский залив и одноимённое селение на ней в Шигонском районе. Здесь первично название речки. Оно, как и название реки Усы, находит объяснение в монгольском языке, в котором нарицательное «мурэн» (муран) и означает «река». Село и в данном случае, как и во многих других, поименовано по речке.

## История
Впервые о селе упоминается в письменных источниках XIII—XIV веков, в золотоордынские времена. А русские здесь появились после 1580 года.
При создании Симбирского наместничества в 1780 году, деревня Муранинка Коропково тож, помещиковых крестьян, из Симбирского уезда вошло в состав Самарского уезда. С 1796 года — в Симбирской губернии.
При создании в 1851 году Самарской губернии деревня Муранка вошла в состав 2-го стана Сенгилеевского уезда Симбирской губернии.
Церк.- приход. попечительство существует с 1879 г. Школ две: начальная народная и с 1895 г. церковная школа грамоты (помещается в церковной сторожке).
В 1895 году на раскопках около села древнего Муранского могильника, участвовал барон Жозеф де Бай, который получил в подарок около 40 археологических находок XIV века, которые ныне находятся в Музее человека в Париже.
С 1924 года — в Сызранском уезде.
В 1937 году в Муранке стали образовываться два колхоза: «Пламя революции» и имени Пушкина.
В 1953 году, ввиду затоплением Куйбышевским водохранилищем, село переселилось чуть выше.

### Религия
Храм, постройки 1862 года, не сохранился до нашего времени.
В начале XX века в селе Муранка проживало более двух тысяч человек, храм посещали большинство. Построена церковь была на средства самих прихожан. Храм был деревянным, тёплым, с двумя престолами: главным в честь Казанской иконы Божией Матери и в приделе во имя трёх Святителей и Чудотворцев Всероссийских Петра, Алексия, Ионы.
Историческая справка о сельской церкви

Церковь Казанской Божьей матери
1. Построена в 1862 году.
2. Зданием деревянная с такою же колокольнею на каменном фундаменте. Крепка.
3. Однопрестольная, холодная, во имя Божией Матери, именуемой Казанской.
4. Утварью достаточна.
5. Причта положено по штату: священник один, дьячок один и пономарь один.
6. Земли при сей церкви усадебной обществом отведена и законным порядком отмежевана в 1875 году 1800 квадратных сажень, пахотной земли отмежевано в 1882 году 33 десятины. Плана и межевой книги на сию землю не имеется и дела об оной никакого не производится. Священноцерковнослужители владеют сею землею сами.
7. Дома у священника и одного причетника мирские, а другой причетник дом имеет свой собственный.
8. На содержание священноцерковнослужителей ни жалования, ни оклада никакого нет. Содержание их посредственно.
9. Зданий принадлежащих к сей церкви никаких нет.
10. Расстоянием сия церковь от Консистории во 120-ти, от местного благочинного в 20-ти верстах.
11. Приписной к сей церкви нет.
12. Домовой в сем приходе церкви, а равно часовни и моленной нет.
…

## Население
| 2010 |
| ---- |
| 889  |

- В 1859 году в деревне жило: 698 муж. и 879 жен.[5];
- В 1900 году — в 408 двор. 1073 м. и 1191 ж.; сверх того раскольников в 3 двор. 3 м. и 5 ж.[6];

## Инфраструктура
Школа Сайт школы.
Тер. Муранский бор, базы отдыха, детский лагерь Полёт, детский лагерь Юность, Центр повышения квалификации.

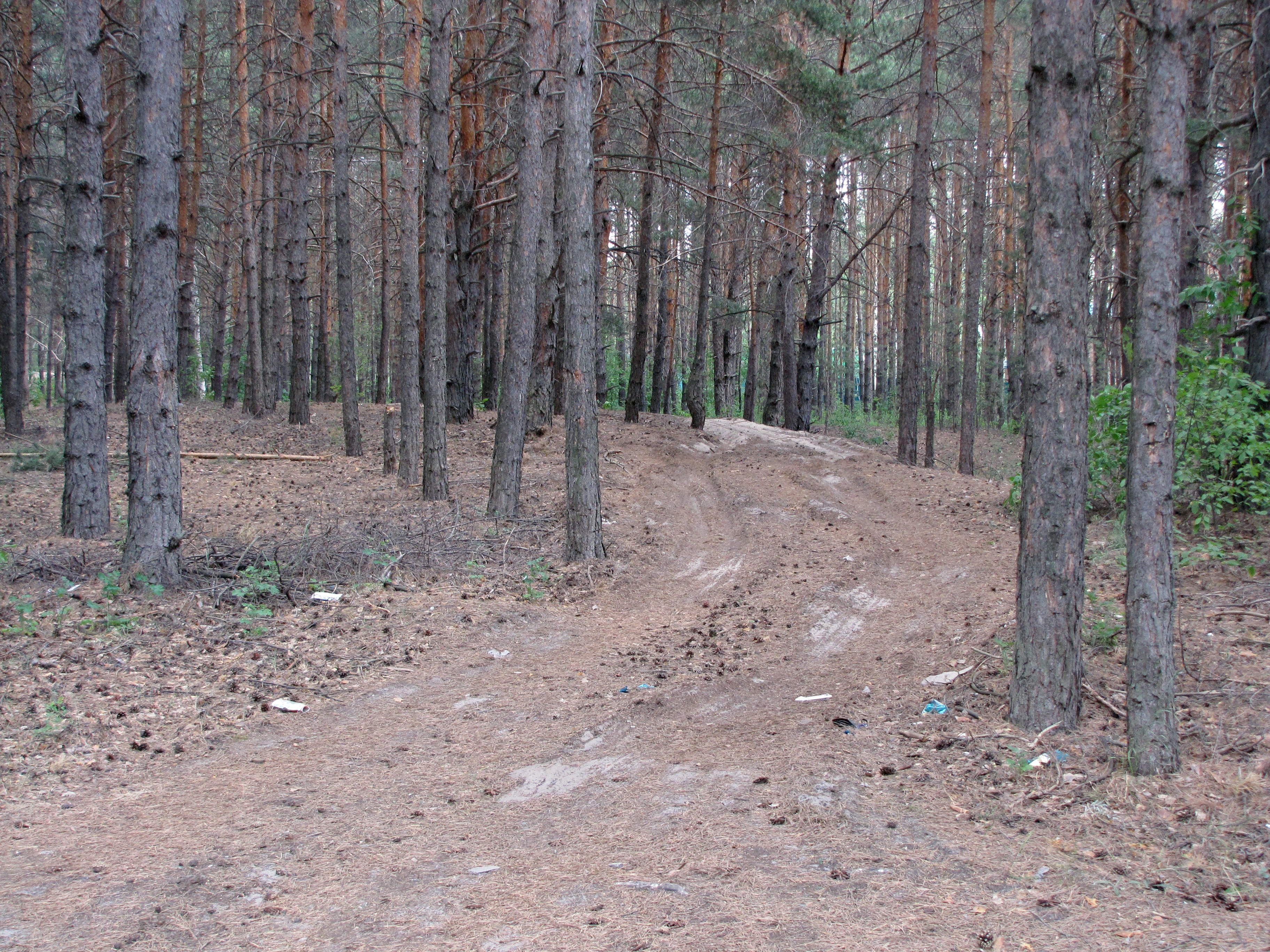
Пансионат «Орбита»
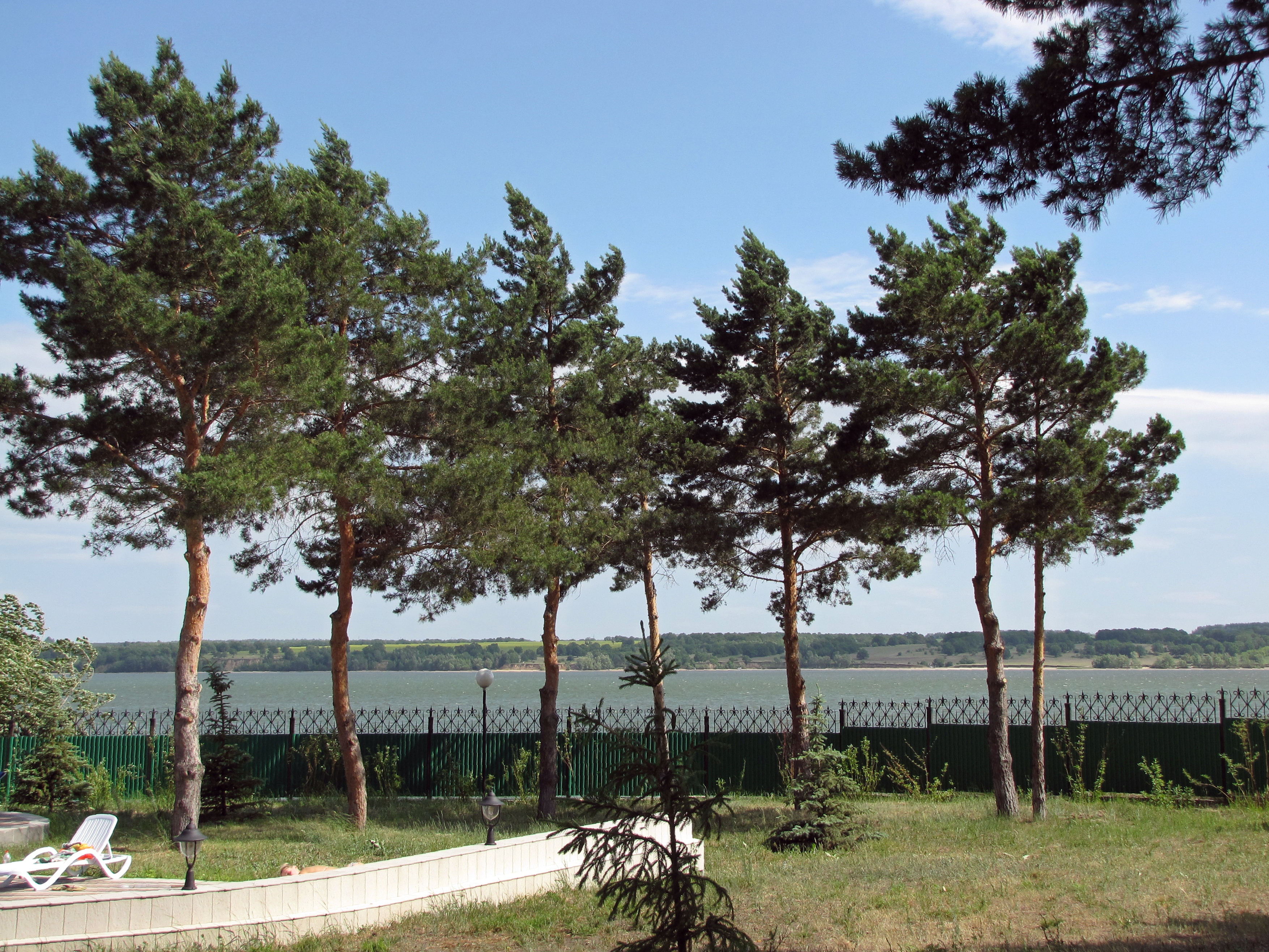
Пансионат «Орбита»
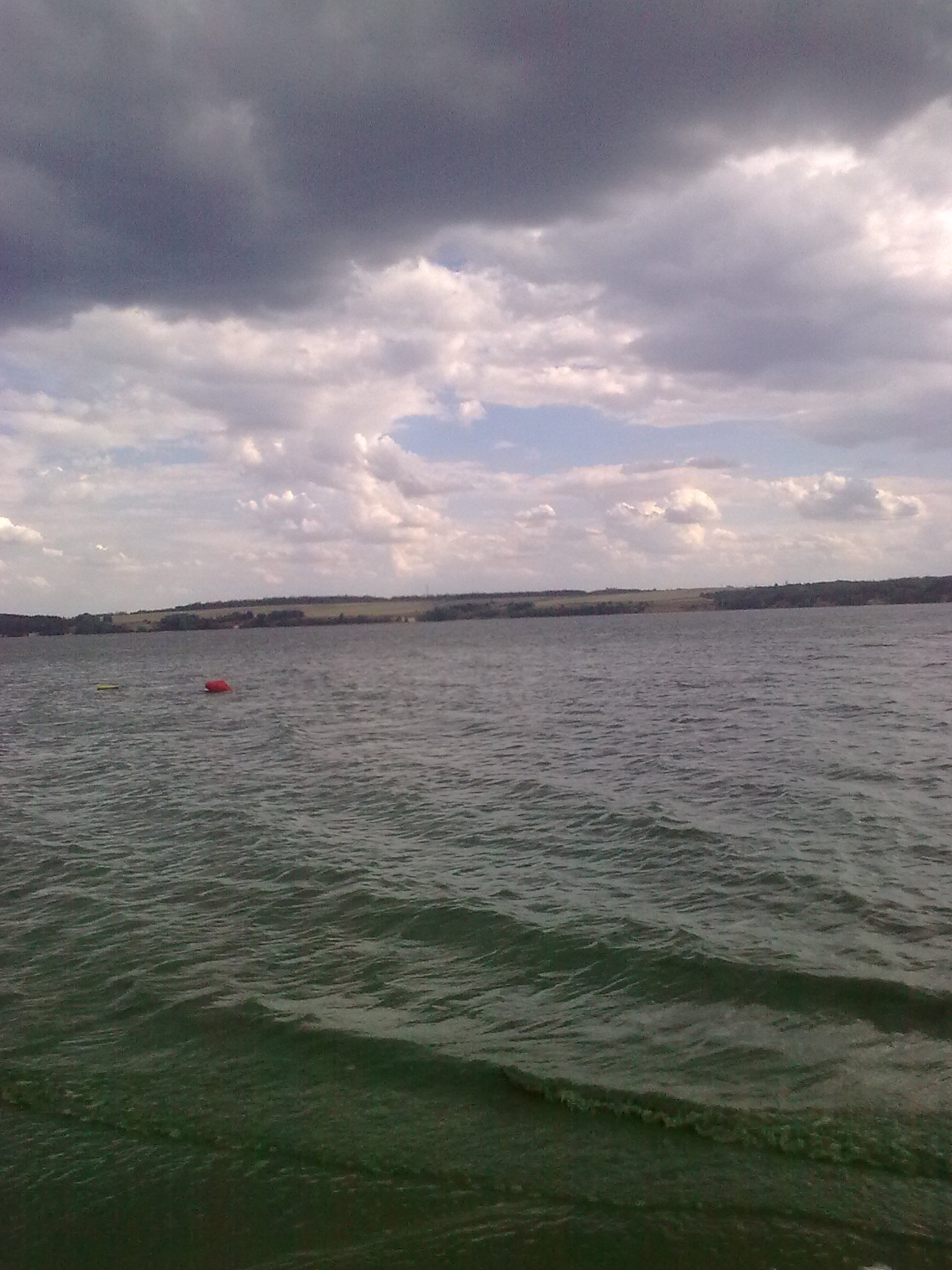
База отдыха "Лесные Тропы"
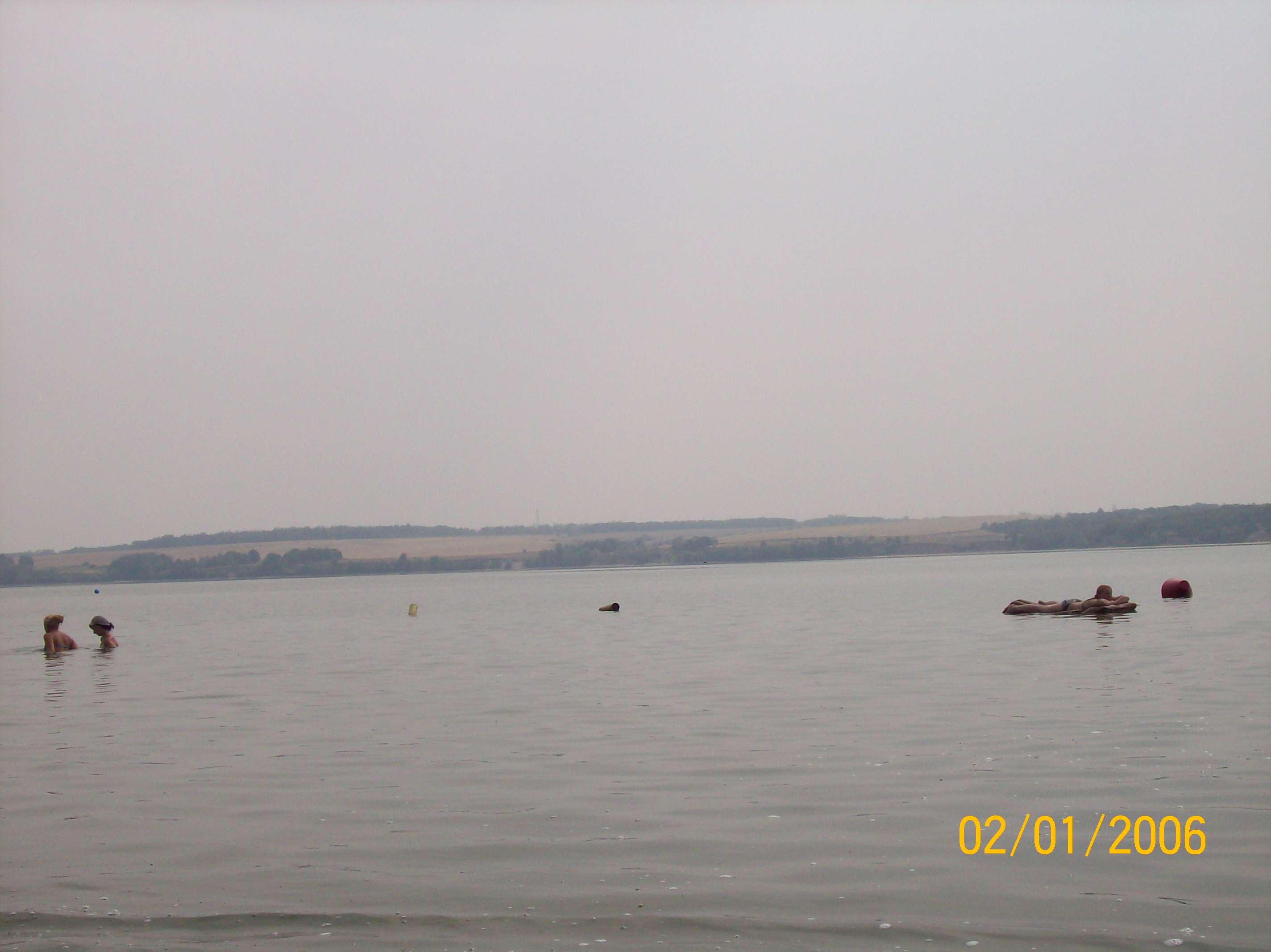
Б-о "Лесные тропы"
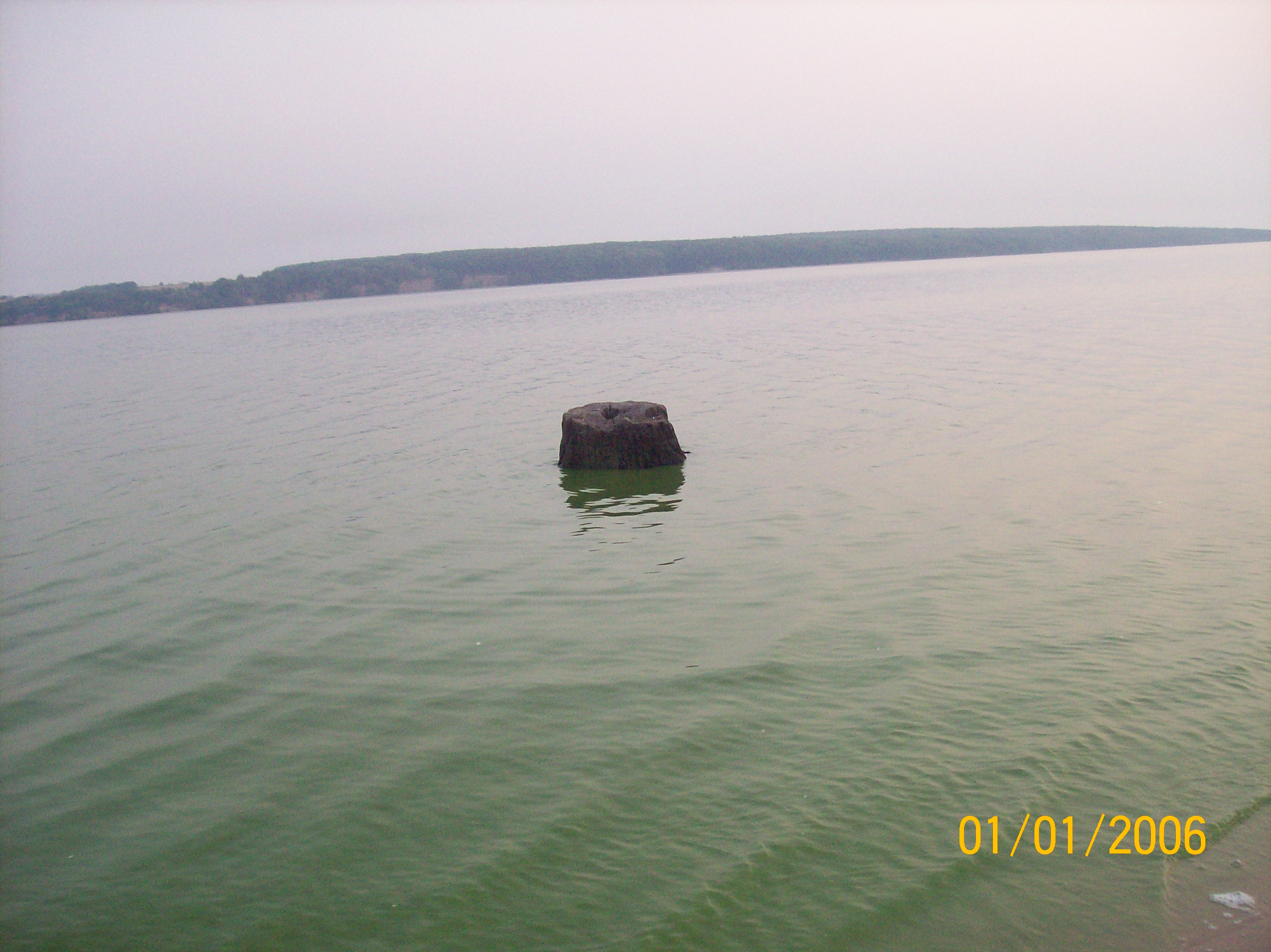
Пень в воде, между Турбазами "Голубая Гавань" и "Лесные тропы"

## Достопримечательности
- Муранский могильник — археологический памятник мордвы XIV в. у села Муранка Шигонского района Самарской области. Археологи В. Н. Поливанов (90 е гг. XIX в., 1900), А. Е. Алихова (1950)[11] исследовали около 700 погребений[12].